# Колгейт (Оклахома)
Колгейт (англ. Coalgate) — город в США, административный центр округа Кол штата Оклахома. Население — 1667 человек (2020).

## География
Колгейт расположен по координатам 34°31′59″ с. ш. 96°13′14″ з. д. (34.532988, -96.220522). Согласно Бюро переписи населения США, город имеет площадь 4,26 км², из которых 4,17 км² — суша и 0,09 км² — водоёмы.

## Демография
| Год переписи                          | Нас. |  | %±     |
| ------------------------------------- | ---- |  | ------ |
| 1900                                  | 2614 |  | —      |
| 1910                                  | 3255 |  | 24,5%  |
| 1920                                  | 3009 |  | −7,6%  |
| 1930                                  | 2064 |  | −31,4% |
| 1940                                  | 2118 |  | 2,6%   |
| 1950                                  | 1984 |  | −6,3%  |
| 1960                                  | 1689 |  | −14,9% |
| 1970                                  | 1859 |  | 10,1%  |
| 1980                                  | 2001 |  | 7,6%   |
| 1990                                  | 1895 |  | −5,3%  |
| 2000                                  | 2005 |  | 5,8%   |
| 2010                                  | 1967 |  | −1,9%  |
| 2020                                  | 1667 |  | −15,3% |
| 1900–2020 Десятилетняя перепись в США |      |  |        |

Согласно переписи 2010 года, в городе проживало 1967 человек в 806 домохозяйствах в составе 483 семей. Плотность населения составляла 462 человека/км². Было 957 квартир (225/км²).
Расовый состав населения:
| - 72,1% — белых - 17,2% — коренных американцев - 1,0% — черных или афроамериканцев - 0,4% — азиатов |

К двум или более расам принадлежало 8,9%. Доля испаноязычных составила 3,9% всего населения.
По возрастному диапазону население распределялось следующим образом: 27,2% — лица младше 18 лет, 53,3% — лица в возрасте 18-64 лет, 19,5% — лица в возрасте 65 лет и старше. Медиана возраста жителя составила 38,7 лет. На 100 человек женского пола в городе приходилось 87,9 мужчины; на 100 женщин в возрасте от 18 лет и старше — 78,1 мужчин также старше 18 лет.
Средний доход на одно домохозяйство составил 45 928 долларов США (медиана — 30 179), а средний доход на одну семью — 56 915 долларов (медиана — 43 958). Медиана доходов составляла 42 396 долларов для мужчин и 26 979 долларов для женщин. За чертой бедности находилось 24,8% человек, в том числе 35,7% детей в возрасте до 18 лет и 23,8% лиц в возрасте 65 лет и старше.
Гражданское трудоустроенное население составляло 711 человек. Основные области занятости: образование, здравоохранение и социальная помощь — 33,2%, финансы, страхование и недвижимость — 10,0%, розничная торговля — 9,3%.